# Армійська група «Блюментрітт»
Армійська група «Блюментрітт» (нім. Armeegruppe Blumentritt) — армійська група, оперативне угруповання Вермахту на Західному фронті за часів Другої світової війни.

## Історія
Армійська група «Блюментрітт» була утворена 9 квітня 1945 року

## Райони бойових дій
- Голландія (9 квітня — 8 травня 1945)

## Командування

### Командувачі
- генерал від інфантерії Гюнтер Блюментрітт (нім. Günther Blumentritt) (9 квітня — 8 травня 1945).

## Бойовий склад армійської групи «Блюментрітт»
- Дивізія особливого призначення № 172 (Division z.b.V. 172);
- Дивізія № 480 (Division Nr. 480);
- 2-га дивізія морської піхоти (2. Marine-Infanterie-Division).

- Військове командування Гамбург (Kampfkommandant Hamburg);
- Корпус «Емс» (Korps Ems);
- Корпус «Віттхофт» (Korps Witthöft);
- Корпус особливого призначення (Armeekorps z.V.)